# Yasser Harrak
Yasser Harrak es un escritor, comentarista y activista de derechos humanos canadiense. Se graduó de la Universidad de Concordia con una licenciatura en Ciencia Política y Religión. Tiene más de 50 artículos revisados en árabe publicados por Almothaqaf y Annabaa Institution. En 2016, Yasser Harrak apareció en la lista de Oximity News de escritores seleccionados que se unen a algunos de los autores más respetados del mundo y activistas de derechos humanos como Naom Chomsky y Robert Reich. El autor también aparece como el principal contribuyente de Unpublished Ottawa, el único sitio web de medios sociales de Canadá dedicado a asuntos de actualidad. En un estudio publicado por el Centro de Estudios para la Unidad Árabe, el Dr. Abdelatif Hannachi citó el artículo "Revisionismo Salafista" del Harrak en su investigación sobre movimientos islámicos en el mundo árabe. El semanario marroquí Al Aan calificó el análisis de Harrak del chiismo en el país como el más científico y elaborado después de su entrevista con el periodista Aziz El Hor.

## Derechos de las minorías en Marruecos
En 2013, el mayor periódico de Marruecos, Almassae, nombró a Yasser Harrak una estrella minoritaria citando su trabajo en apoyo de la libertad religiosa en el reino. Su literatura generalmente promueve el secularismo y la separación entre la fe y el estado. Yasser Harrak fue incluido en la lista con otros dos activistas influyentes: televangelist Brother Rachid y el más influyente marroquí Qasim al Ghazali.

## Esfuerzos contra el extremismo
La literatura anti-extremismo de Harrak ha sido traducida del inglés y el árabe, sus lenguas de escritura, a varios otros idiomas. La revista italiana Ilguastatore tradujo al italiano y publicó su artículo "Comprender por qué los clérigos del estado saudita ofrecen oraciones por ISIS". El autor ha sido conocido por criticar abiertamente el islam político y sus figuras prominentes. A menudo publica artículos que exponen a académicos radicales y activistas que piden a los políticos canadienses que los prohíban de entrar en el país. En 2015, Badil Info, una famosa agencia de noticias marroquí, calificó el activismo de Harrak como una forma de cabildeo. En una entrevista con la televisora Fadak, con sede en Londres, Harrak sugirió que la única manera de vencer al extremismo moderno es denunciar actos de violencia extrema cometidos por los califas musulmanes. La violencia, según él, no puede ser denunciada en el presente y glorificada en el pasado. In August 2015, Chouf TV reported that Harrak campaigned to have Sheikh Abdel-Bari Zamzami expelled from Canada in the start of his 6 months visit to his daughter. He published articles accusing Zamzami of being anti-Semitic preaching hatred against Jews and Shiites. He also accused him of using Canadian health system urging prime minister Stephen Harper to expel him from Canada. En octubre de 2015, Harrak hizo campaña para que Mohamed al-Arefe, un teólogo saudí islámico, fuera prohibido entrar en Marruecos después de que se anunciara un plan de visita en su sitio web. Acusó al-Arefe de planear reclutar jóvenes marroquíes para unirse a los movimientos radicales que combaten en Siria. Varios medios de noticias publicaron el artículo de Harrak incluyendo Al Etejah TV. Arefe canceló más tarde su visita a Marruecos.